# Kaj Hagstrand
Kaj Bo Otto Hagstrand, född 11 juni 1968 i Göteborg, är en svensk operasångare (tenor) och musikalartist.
Hagstrand är utbildad vid Operahögskolan i Stockholm, varifrån han utexaminerades 2007. Han har bland annat arbetat vid Wermland Opera, Folkoperan, Svenska Teatern i Helsingfors, Göta Lejon, China Teatern, Läckö slott, Theater am Potsdamer Platz i Berlin, Musical Dome i Köln och Colosseum Theater i Essen.
Hagstrand är även huvudsångaren i musikprojektet The Kadhammar Crossover Studio – Manhattan Sound Collage.
Han har arbetat med regissörer som Lars Rudolfsson, Staffan Aspegren, Folke Abenius och Claes Fellbom.

## Teater

### Roller
| År   | Roll        | Produktion                                                                          | Regi             | Teater            |
| ---- | ----------- | ----------------------------------------------------------------------------------- | ---------------- | ----------------- |
| 1999 | En ungrare  | Elisabeth Sylvester Levay och Michael Kunze                                         | Ronny Danielsson | Wermland Opera    |
| 2015 | Per Persson | Kristina från Duvemåla Benny Andersson, Björn Ulvaeus, Lars Rudolfsson och Jan Mark | Lars Rudolfsson  | Cirkus, Stockholm |